# 盧戈羅馬橋

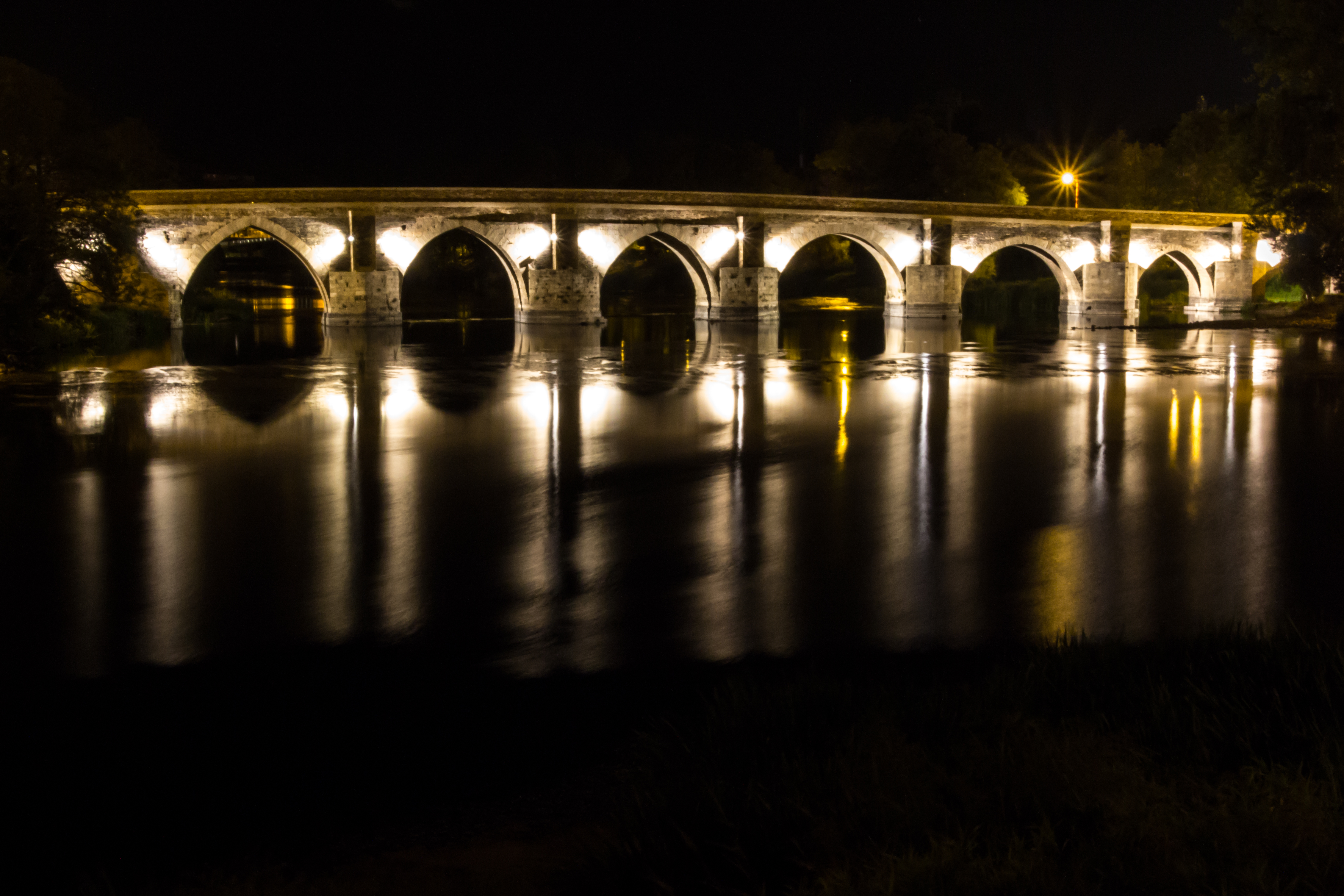

盧戈羅馬橋（Roman bridge of Lugo）是西班牙加利西亞城市盧戈的一座古羅馬橋樑。這座橋樑全長104米。

## 外部連結
维基共享资源上的相關多媒體資源：盧戈羅馬橋
43°00′07″N 7°33′49″W / 43.0020°N 7.5636°W